# L'Energètica
L'Energètica, oficialment Energies Renovables Públiques de Catalunya, és una empresa pública d'energia de Catalunya constituïda el 4 d'octubre de 2022, amb l'objectiu de "reduir les emissions de gasos amb efecte d’hivernacle en un 55% l’any 2030 i arribar a la neutralitat d’emissions de carboni l’any 2050". L'empresa en forma de societat, permetria la Generalitat incidir en el mercat de l'energia a Catalunya i aprofitar el potencial de les instal·lacions, edificacions i infraestructures de la Generalitat de Catalunya i el sector públic. Segons els estatuts, la societat seria de capital, anònima i unipersonal.
Els àmbits essencials d'actuació d'aquesta empresa pública estaria centrat en la generació d'energia procedent de fonts d’energia renovables. El president del consell d'administració de la companyia seria nomenat pel Consell Executiu del Govern, i a més de la junta general d'accionistes i del consell d’administració, l’empresa comptaria amb un consell assessor format per experts en energia. L'empresa fou impulsada pel Departament d'Acció Climàtica, Alimentació i Agenda Rural, però comptaria també amb la intervenció del Departament d'Economia i Hisenda.
La finalitat d'aquesta empresa seria la Generalitat de Catalunya fos autosuficient energèticament, i no tindria però "beneficis directes" per a la població. Els particulars no podran fer-se clients de la nova energètica catalana, però la Generalitat tindria la capacitat per dirigir excedents a llars en situació de vulnerabilitat a més de poder gestionar amb major eficiència els recursos gràcies a l'autoconsum del sector públic.

## Consell d'administració
El consell d'administració d'Energies Renovables Públiques de Catalunya està format per les persones titulars de:
- La Secretaria d'Acció Climàtica.
- La Direcció General d'Energia.
- La direcció de l'Institut Català d'Energia.
- La direcció de l'Institut Català del Sòl.
- La presidència d'Infraestructures de la Generalitat de Catalunya.
- La Direcció General del Patrimoni.
- La Direcció General d'Urbanisme.
- La Direcció General de Serveis Socials.
- La Direcció General d'Administració Local.

També és membre del consell d'administració el director del Programa temporal per al disseny i la creació d’una empresa energètica pública de la Generalitat de Catalunya.